# Mark-Anthony Turnage
Mark-Anthony Turnage (Corringham, 10 giugno 1960) è un compositore britannico.
Compositore soprattutto di musica orchestrale, Turnage è stato influenzato anche dal jazz, da Miles Davis in particolare. I suoi studi musicali sono stati con Oliver Knussen, John Lambert ed in seguito con Gunther Schuller. La sua composizione Chicago Remains è stata eseguita nel 2008 in prima europea dalla Chicago Symphony Orchestra diretta da Bernard Haitink alla Royal Albert Hall di Londra. Nel 2025 la sua opera Festen gli è valsa un Premio Laurence Olivier.